# 公眾瞻仰

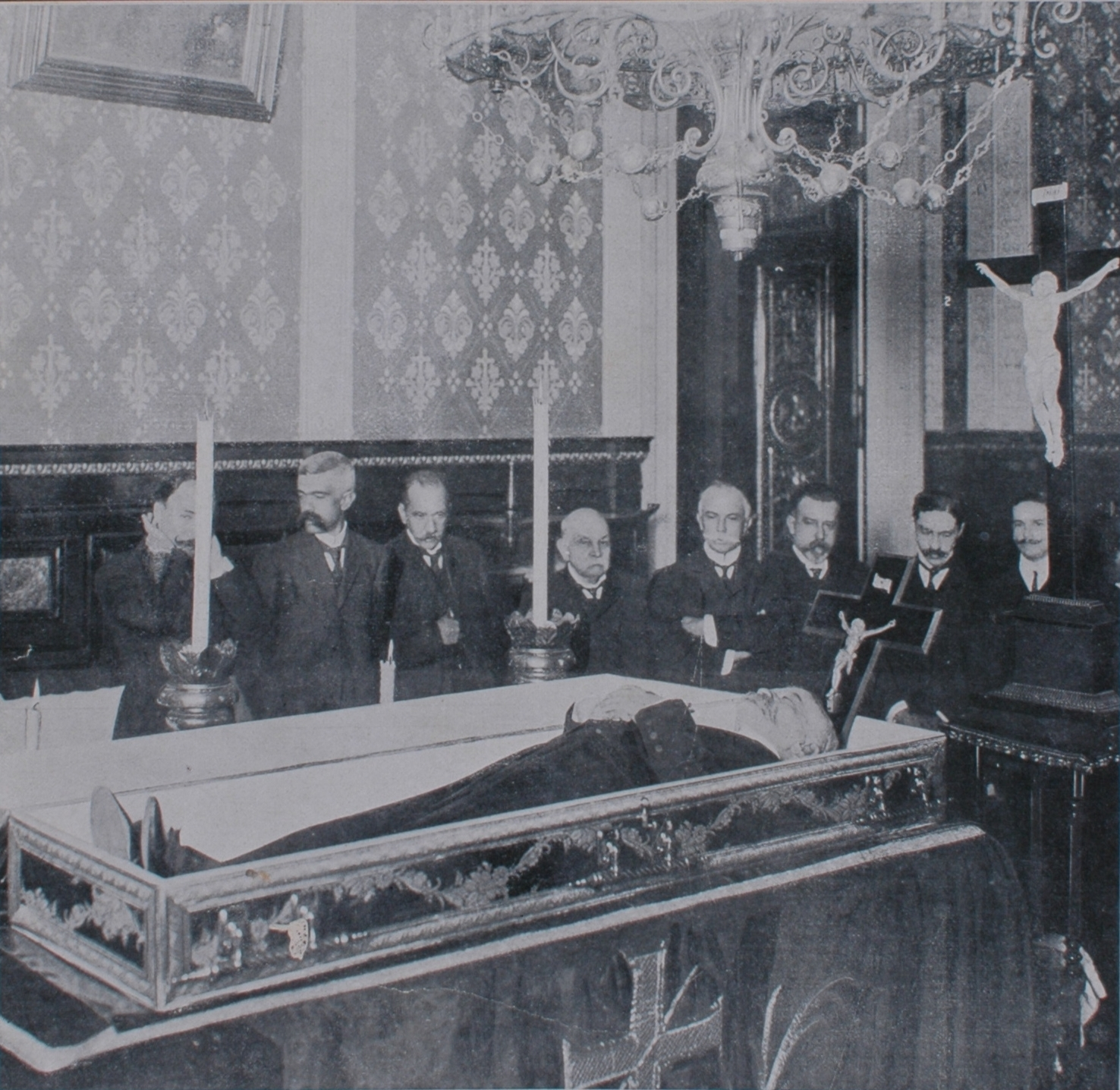
巴西总统阿方索·佩纳的遺體停放在卡特蒂宫接受公众瞻仰，照片攝於1909年

公眾瞻仰，是指已故官员（例如國家元首）的遗体安放在建筑物（例如中央、州、城市或地方政府機關大樓，有時還會包括教堂）内的某處，目的是让公众觀摩。遺體一般同時還會放在棺材內。 公眾瞻仰通常在国葬之前举行。